# Familia López-Portillo
La familia López-Portillo es una familia originaria de Navarra que ha influido de manera importante en la cultura y política de México.

## Origen
La familia López-Portillo tiene su antiguo solar en la población de Caparroso, Navarra teniendo como cabeza de familia a Francisco López del Portillo, Caballero de la Orden de Santiago. Su hijo Pedro fue Regidor por el Estado Noble de Caparroso y su nieto Alonso López del Portillo pasó a América siendo uno de los Conquistadores de la Nueva Vizcaya. Don Alonso fue fundador de la villa de San Sebastián de Chametla y Encomendero de Copala siendo nombrado como tal por el Capitán Francisco Cortés de San Buenaventura; después de recibir la encomienda Don Alonso contrajo matrimonio con Doña Ana López de Trejo dejando una amplia descendencia en México.

## Árbol genealógico
| Pío Quinto López-Portillo y Pacheco        | Pío Quinto López-Portillo y Pacheco        | Pío Quinto López-Portillo y Pacheco        | Pío Quinto López-Portillo y Pacheco        | Pío Quinto López-Portillo y Pacheco        | Pío Quinto López-Portillo y Pacheco        |  |  | María Serrano y Ramírez de Prado          | María Serrano y Ramírez de Prado          | María Serrano y Ramírez de Prado          | María Serrano y Ramírez de Prado          | María Serrano y Ramírez de Prado          | María Serrano y Ramírez de Prado          |  |  |                                  |                                  |                                  |                                  |                                  |                                  |  |  |                                                |                                                |                                                |                                                |                                                |                                                |  |  |                               |                               |                               |                               |                               |                               |  |  |
| Pío Quinto López-Portillo y Pacheco        | Pío Quinto López-Portillo y Pacheco        | Pío Quinto López-Portillo y Pacheco        | Pío Quinto López-Portillo y Pacheco        | Pío Quinto López-Portillo y Pacheco        | Pío Quinto López-Portillo y Pacheco        |  |  | María Serrano y Ramírez de Prado          | María Serrano y Ramírez de Prado          | María Serrano y Ramírez de Prado          | María Serrano y Ramírez de Prado          | María Serrano y Ramírez de Prado          | María Serrano y Ramírez de Prado          |  |  |                                  |                                  |                                  |                                  |                                  |                                  |  |  |                                                |                                                |                                                |                                                |                                                |                                                |  |  |                               |                               |                               |                               |                               |                               |  |  |
|                                            |                                            |                                            |                                            |                                            |                                            |  |  |                                           |                                           |                                           |                                           |                                           |                                           |  |  |                                  |                                  |                                  |                                  |                                  |                                  |  |  |                                                |                                                |                                                |                                                |                                                |                                                |  |  |                               |                               |                               |                               |                               |                               |  |  |
|                                            |                                            |                                            |                                            |                                            |                                            |  |  |                                           |                                           |                                           |                                           |                                           |                                           |  |  |                                  |                                  |                                  |                                  |                                  |                                  |  |  |                                                |                                                |                                                |                                                |                                                |                                                |  |  |                               |                               |                               |                               |                               |                               |  |  |
| Jesús López-Portillo y Serrano (1818-1901) | Jesús López-Portillo y Serrano (1818-1901) | Jesús López-Portillo y Serrano (1818-1901) | Jesús López-Portillo y Serrano (1818-1901) | Jesús López-Portillo y Serrano (1818-1901) | Jesús López-Portillo y Serrano (1818-1901) |  |  | María Rojas y Flores de la Torre          | María Rojas y Flores de la Torre          | María Rojas y Flores de la Torre          | María Rojas y Flores de la Torre          | María Rojas y Flores de la Torre          | María Rojas y Flores de la Torre          |  |  |                                  |                                  |                                  |                                  |                                  |                                  |  |  |                                                |                                                |                                                |                                                |                                                |                                                |  |  |                               |                               |                               |                               |                               |                               |  |  |
| Jesús López-Portillo y Serrano (1818-1901) | Jesús López-Portillo y Serrano (1818-1901) | Jesús López-Portillo y Serrano (1818-1901) | Jesús López-Portillo y Serrano (1818-1901) | Jesús López-Portillo y Serrano (1818-1901) | Jesús López-Portillo y Serrano (1818-1901) |  |  | María Rojas y Flores de la Torre          | María Rojas y Flores de la Torre          | María Rojas y Flores de la Torre          | María Rojas y Flores de la Torre          | María Rojas y Flores de la Torre          | María Rojas y Flores de la Torre          |  |  |                                  |                                  |                                  |                                  |                                  |                                  |  |  |                                                |                                                |                                                |                                                |                                                |                                                |  |  |                               |                               |                               |                               |                               |                               |  |  |
|                                            |                                            |                                            |                                            |                                            |                                            |  |  |                                           |                                           |                                           |                                           |                                           |                                           |  |  |                                  |                                  |                                  |                                  |                                  |                                  |  |  |                                                |                                                |                                                |                                                |                                                |                                                |  |  |                               |                               |                               |                               |                               |                               |  |  |
|                                            |                                            |                                            |                                            |                                            |                                            |  |  |                                           |                                           |                                           |                                           |                                           |                                           |  |  |                                  |                                  |                                  |                                  |                                  |                                  |  |  |                                                |                                                |                                                |                                                |                                                |                                                |  |  |                               |                               |                               |                               |                               |                               |  |  |
| José López Portillo y Rojas (1850-1923)    | José López Portillo y Rojas (1850-1923)    | José López Portillo y Rojas (1850-1923)    | José López Portillo y Rojas (1850-1923)    | José López Portillo y Rojas (1850-1923)    | José López Portillo y Rojas (1850-1923)    |  |  | Margarita Weber y Narváez                 | Margarita Weber y Narváez                 | Margarita Weber y Narváez                 | Margarita Weber y Narváez                 | Margarita Weber y Narváez                 | Margarita Weber y Narváez                 |  |  |                                  |                                  |                                  |                                  |                                  |                                  |  |  |                                                |                                                |                                                |                                                |                                                |                                                |  |  |                               |                               |                               |                               |                               |                               |  |  |
| José López Portillo y Rojas (1850-1923)    | José López Portillo y Rojas (1850-1923)    | José López Portillo y Rojas (1850-1923)    | José López Portillo y Rojas (1850-1923)    | José López Portillo y Rojas (1850-1923)    | José López Portillo y Rojas (1850-1923)    |  |  | Margarita Weber y Narváez                 | Margarita Weber y Narváez                 | Margarita Weber y Narváez                 | Margarita Weber y Narváez                 | Margarita Weber y Narváez                 | Margarita Weber y Narváez                 |  |  |                                  |                                  |                                  |                                  |                                  |                                  |  |  |                                                |                                                |                                                |                                                |                                                |                                                |  |  |                               |                               |                               |                               |                               |                               |  |  |
|                                            |                                            |                                            |                                            |                                            |                                            |  |  |                                           |                                           |                                           |                                           |                                           |                                           |  |  |                                  |                                  |                                  |                                  |                                  |                                  |  |  |                                                |                                                |                                                |                                                |                                                |                                                |  |  |                               |                               |                               |                               |                               |                               |  |  |
|                                            |                                            |                                            |                                            |                                            |                                            |  |  |                                           |                                           |                                           |                                           |                                           |                                           |  |  |                                  |                                  |                                  |                                  |                                  |                                  |  |  |                                                |                                                |                                                |                                                |                                                |                                                |  |  |                               |                               |                               |                               |                               |                               |  |  |
| José López Portillo y Weber (1889-1974)    | José López Portillo y Weber (1889-1974)    | José López Portillo y Weber (1889-1974)    | José López Portillo y Weber (1889-1974)    | José López Portillo y Weber (1889-1974)    | José López Portillo y Weber (1889-1974)    |  |  | María del Refugio Pacheco                 | María del Refugio Pacheco                 | María del Refugio Pacheco                 | María del Refugio Pacheco                 | María del Refugio Pacheco                 | María del Refugio Pacheco                 |  |  |                                  |                                  |                                  |                                  |                                  |                                  |  |  |                                                |                                                |                                                |                                                |                                                |                                                |  |  |                               |                               |                               |                               |                               |                               |  |  |
| José López Portillo y Weber (1889-1974)    | José López Portillo y Weber (1889-1974)    | José López Portillo y Weber (1889-1974)    | José López Portillo y Weber (1889-1974)    | José López Portillo y Weber (1889-1974)    | José López Portillo y Weber (1889-1974)    |  |  | María del Refugio Pacheco                 | María del Refugio Pacheco                 | María del Refugio Pacheco                 | María del Refugio Pacheco                 | María del Refugio Pacheco                 | María del Refugio Pacheco                 |  |  |                                  |                                  |                                  |                                  |                                  |                                  |  |  |                                                |                                                |                                                |                                                |                                                |                                                |  |  |                               |                               |                               |                               |                               |                               |  |  |
|                                            |                                            |                                            |                                            |                                            |                                            |  |  |                                           |                                           |                                           |                                           |                                           |                                           |  |  |                                  |                                  |                                  |                                  |                                  |                                  |  |  |                                                |                                                |                                                |                                                |                                                |                                                |  |  |                               |                               |                               |                               |                               |                               |  |  |
|                                            |                                            |                                            |                                            |                                            |                                            |  |  |                                           |                                           |                                           |                                           |                                           |                                           |  |  |                                  |                                  |                                  |                                  |                                  |                                  |  |  |                                                |                                                |                                                |                                                |                                                |                                                |  |  |                               |                               |                               |                               |                               |                               |  |  |
| Sasha Montenegro (1946)                    | Sasha Montenegro (1946)                    | Sasha Montenegro (1946)                    | Sasha Montenegro (1946)                    | Sasha Montenegro (1946)                    | Sasha Montenegro (1946)                    |  |  | José López Portillo y Pacheco (1920-2004) | José López Portillo y Pacheco (1920-2004) | José López Portillo y Pacheco (1920-2004) | José López Portillo y Pacheco (1920-2004) | José López Portillo y Pacheco (1920-2004) | José López Portillo y Pacheco (1920-2004) |  |  | Carmen Romano Nolk (1926-2000)   | Carmen Romano Nolk (1926-2000)   | Carmen Romano Nolk (1926-2000)   | Carmen Romano Nolk (1926-2000)   | Carmen Romano Nolk (1926-2000)   | Carmen Romano Nolk (1926-2000)   |  |  | Margarita López Portillo y Pacheco (1914-2006) | Margarita López Portillo y Pacheco (1914-2006) | Margarita López Portillo y Pacheco (1914-2006) | Margarita López Portillo y Pacheco (1914-2006) | Margarita López Portillo y Pacheco (1914-2006) | Margarita López Portillo y Pacheco (1914-2006) |  |  |                               |                               |                               |                               |                               |                               |  |  |
| Sasha Montenegro (1946)                    | Sasha Montenegro (1946)                    | Sasha Montenegro (1946)                    | Sasha Montenegro (1946)                    | Sasha Montenegro (1946)                    | Sasha Montenegro (1946)                    |  |  | José López Portillo y Pacheco (1920-2004) | José López Portillo y Pacheco (1920-2004) | José López Portillo y Pacheco (1920-2004) | José López Portillo y Pacheco (1920-2004) | José López Portillo y Pacheco (1920-2004) | José López Portillo y Pacheco (1920-2004) |  |  | Carmen Romano Nolk (1926-2000)   | Carmen Romano Nolk (1926-2000)   | Carmen Romano Nolk (1926-2000)   | Carmen Romano Nolk (1926-2000)   | Carmen Romano Nolk (1926-2000)   | Carmen Romano Nolk (1926-2000)   |  |  | Margarita López Portillo y Pacheco (1914-2006) | Margarita López Portillo y Pacheco (1914-2006) | Margarita López Portillo y Pacheco (1914-2006) | Margarita López Portillo y Pacheco (1914-2006) | Margarita López Portillo y Pacheco (1914-2006) | Margarita López Portillo y Pacheco (1914-2006) |  |  |                               |                               |                               |                               |                               |                               |  |  |
|                                            |                                            |                                            |                                            |                                            |                                            |  |  |                                           |                                           |                                           |                                           |                                           |                                           |  |  |                                  |                                  |                                  |                                  |                                  |                                  |  |  |                                                |                                                |                                                |                                                |                                                |                                                |  |  |                               |                               |                               |                               |                               |                               |  |  |
|                                            |                                            |                                            |                                            |                                            |                                            |  |  |                                           |                                           |                                           |                                           |                                           |                                           |  |  |                                  |                                  |                                  |                                  |                                  |                                  |  |  |                                                |                                                |                                                |                                                |                                                |                                                |  |  |                               |                               |                               |                               |                               |                               |  |  |
| Nabila López Portillo (1985)               | Nabila López Portillo (1985)               | Nabila López Portillo (1985)               | Nabila López Portillo (1985)               | Nabila López Portillo (1985)               | Nabila López Portillo (1985)               |  |  | Alexander López Portillo (1987)           | Alexander López Portillo (1987)           | Alexander López Portillo (1987)           | Alexander López Portillo (1987)           | Alexander López Portillo (1987)           | Alexander López Portillo (1987)           |  |  | José Ramón López Portillo Romano | José Ramón López Portillo Romano | José Ramón López Portillo Romano | José Ramón López Portillo Romano | José Ramón López Portillo Romano | José Ramón López Portillo Romano |  |  | Patricia López Portillo                        | Patricia López Portillo                        | Patricia López Portillo                        | Patricia López Portillo                        | Patricia López Portillo                        | Patricia López Portillo                        |  |  | Paulina López Portillo Romano | Paulina López Portillo Romano | Paulina López Portillo Romano | Paulina López Portillo Romano | Paulina López Portillo Romano | Paulina López Portillo Romano |  |  |